# Busou Shinki
Busou Shinki (яп. 武装神姫 Busō Shinki, букв. вооружённые принцессы-богини) — серия экшен-фигурок от японской фирмы «Konami». Серия сформирована из более, чем двух десятков выпусков по 2-3 фигурки в каждом.
Наиболее популярными стали фигурки из первого, стартового выпуска — белая Arnval (アーンヴァル, Ānvaru) и чёрная Strarf (ストラーフ, Sutorāfu), переиздававшиеся в модифицированных вариантах в нескольких последующих выпусках.

## Сюжет
Это история о совершенно обычном будущем — без надвигающегося конца света, вторжения инопланетян, третьей мировой войны. Мы видим мир, в которым роботы стали частью повседневной жизни, они помогают людям с разными аспектами их жизни. Роботы Синки наделены интеллектом и эмоциями, их жизнь повещена служению владельцам.
Синки можно экипировать оружием и доспехами для сражения друг с другом.

## Медиа

### Аниме

#### Busou Shinki: Moon Angel
Busou Shinki: Moon Angel — 10-серийный аниме-сериал (2011—2012, каждая серия по пять минут), скомпилированный в 2012 году в 40-минутный фильм.
Главные герои — Arnval Mk.2 и Strarf Mk.2 из 17-го выпуска 17.
В одном из эпизодов участвует также Zelnogrard (ゼルノグラード , Zerunogurādo, названа по российскому городу Зеленограду) из 8-го выпуска.

#### Busou Shinki
Busou Shinki — 12-й серийный аниме-сериал (2012).
Главные герои — Arnval 'Ann', Altines 'Ines', Altlene 'Lene' (обе из 11-го выпуска) и Strarf 'Hina'.